# سواستانی براتا

سواستانی براتا یا سواستانی براتا کاتا (انگلیسی: Savitri Brata) جشنواره مذهبی است که مردم نپال همه ساله به مدت یک ماه برگزار می‌کنند. در این جشنواره هندوها غلت زدن مردان هندو در حالی که زنان با بوته‌های آتش زدن در مقابل آنها در حال حرکت هستند رخ می‌دهد، جشنوارهٔ سواستانی براتا با شست و شو و تطهیر در آب چشمه و مراسم دعا برای سلامتی و زندگی شاد برای خود و خانواده همراه است.